# Alfons De Wolf
Alfons "Fons" De Wolf (Willebroek, 22 de junio de 1956) fue un ciclista belga, profesional entre los años 1979 y 1990, durante los cuales logró 58 victorias.
Como amateur logró hasta 80 victorias, incluyendo un Campeonato de Bélgica, una París-Roubaix y una cuarta plaza en los Juegos Olímpicos de 1976.
Como profesional, Fons De Wolf se especializó en clásicas de un día, si bien su fuerza física le permitían rendir bien en carreras de mayor duración. Así, llegó a ser 9.º en la Vuelta ciclista a España 1979 y 11.º en el Tour de Francia 1981. Además de las victorias con que cuenta en su palmarés, obtuvo puestos de honor en otras grandes clásicas como la Lieja-Bastoña-Lieja o la Amstel Gold Race.

## Palmarés
| 1977 - Tour de Valonia - Kattekoers 1979 - 5 etapas de la Vuelta a España, más Clasificación por puntos 1980 - Giro de Lombardía - 2.º en el Super Prestige Pernod International - Trofeo Baracchi (con Jean Luc Vandenbroucke) - Druivenkoers Overijse 1981 - Milán-San Remo - 1 etapa de la Vuelta a Suiza - Circuito de la Frontera 1982 - Sassari-Cagliari - Het Volk - 3.º en el Campeonato de Bélgica en Ruta | 1983 - Het Volk - 1 etapa de la Semana Catalana - Coppa Agostoni - Giro de Toscana - Giro de la Romagna 1984 - 1 etapa del Tour de Francia - 1 etapa del Tour de Romandía - 1 etapa de la Vuelta a Andalucía 1985 - 1 etapa de la Vuelta a España - 1 etapa de la Vuelta a Valencia 1989 - 3.º en el Campeonato de Bélgica en Ruta |

## Resultados
Durante su carrera deportiva consiguió los siguientes puestos en Grandes Vueltas y carreras de un día:

### Grandes Vueltas
| Carrera | Carrera         | 1976 | 1977 | 1978 | 1979 | 1980 | 1981 | 1982 | 1983 | 1984 | 1985 | 1986 | 1987 | 1988  | 1989 | 1990 |
| ------- | --------------- | ---- | ---- | ---- | ---- | ---- | ---- | ---- | ---- | ---- | ---- | ---- | ---- | ----- | ---- | ---- |
|         | Giro de Italia  | —    | —    | —    | —    | —    | —    | —    | 49.º | —    | —    | 38.º | —    | —     | 70.º | —    |
|         | Tour de Francia | —    | —    | —    | —    | —    | 11.º | 31.º | —    | 74.º | Ab.  | —    | —    | 102.º | —    | —    |
|         | Vuelta a España | —    | —    | —    | 9.º  | —    | —    | —    | —    | —    | 81.º | —    | —    | —     | —    | —    |

### Clásicas, Campeonatos y JJ. OO.
| Carrera                | Carrera                | 1976 | 1977          | 1978          | 1979          | 1980 | 1981          | 1982          | 1983          | 1984  | 1985          | 1986          | 1987          | 1988 | 1989 | 1990 |
| ---------------------- | ---------------------- | ---- | ------------- | ------------- | ------------- | ---- | ------------- | ------------- | ------------- | ----- | ------------- | ------------- | ------------- | ---- | ---- | ---- |
| Omloop Het Nieuwsblad  | Omloop Het Nieuwsblad  | —    | —             | —             | 7.º           | 7.º  | —             | 1.º           | 1.º           | —     | —             | X             | —             | —    | —    | —    |
| Kuurne-Bruselas-Kuurne | Kuurne-Bruselas-Kuurne | —    | —             | —             | 14.º          | —    | —             | —             | —             | —     | 15.º          | X             | —             | —    | —    | —    |
|                        | Milan San Remo         | —    | —             | —             | —             | 10.º | 1.º           | 15.º          | —             | —     | 12.º          | 42.º          | 82.º          | 77.º | —    | —    |
| A Través de Flandes    | A Través de Flandes    | —    | —             | —             | —             | —    | —             | —             | —             | —     | —             | —             | 25.º          | 2.º  | —    | —    |
| E3 Harelbeke           | E3 Harelbeke           | —    | —             | —             | 16.º          | —    | 3.º           | —             | —             | —     | —             | —             | —             | —    | —    | —    |
| Gante-Wevelgem         | Gante-Wevelgem         | —    | —             | —             | 101.º         | 2.º  | 3.º           | 3.º           | 51.º          | 109.º | —             | 50.º          | —             | 7.º  | —    | 77.º |
|                        | Tour de Flandes        | —    | —             | —             | 30.º          | 10.º | 7.º           | 18.º          | 19.º          | —     | —             | 6.º           | 46.º          | 36.º | —    | —    |
| Scheldeprijs           | Scheldeprijs           | —    | —             | —             | 3.º           | 36.º | —             | —             | —             | —     | —             | —             | —             | 67.º | —    | —    |
|                        | París-Roubaix          | —    | —             | —             | 9.º           | 6.º  | 10.º          | 13.º          | —             | 19.º  | —             | —             | —             | 27.º | —    | —    |
| Flecha Brabanzona      | Flecha Brabanzona      | —    | —             | —             | 7.º           | —    | 6.º           | 12.º          | 3.º           | —     | —             | 10.º          | 17.º          | —    | —    | 14.º |
| Amstel Gold Race       | Amstel Gold Race       | —    | —             | —             | —             | 2.º  | 3.º           | —             | —             | —     | —             | —             | 60.º          | 28.º | —    | —    |
| Flecha Valona          | Flecha Valona          | —    | —             | —             | 5.º           | —    | —             | 10.º          | 9.º           | 23.º  | —             | 26.º          | 29.º          | 12.º | —    | —    |
|                        | Lieja-Bastoña-Lieja    | —    | —             | —             | 8.º           | 4.º  | —             | 2.º           | 8.º           | —     | 37.º          | —             | 42.º          | 15.º | —    | —    |
| Campeonato de Zúrich   | Campeonato de Zúrich   | —    | —             | —             | —             | 6.º  | 5.º           | 33.º          | —             | 32.º  | —             | 23.º          | —             | 29.º | —    | —    |
| París-Tours            | París-Tours            | —    | —             | —             | 50.º          | —    | —             | 3.º           | —             | —     | —             | —             | —             | —    | —    | —    |
|                        | Giro de Lombardía      | —    | —             | —             | —             | 1.º  | —             | 13.º          | —             | —     | —             | —             | —             | —    | —    | —    |
| JJ. OO. (Ruta)         | JJ. OO. (Ruta)         | 4.º  | No se disputó | No se disputó | No se disputó | —    | No se disputó | No se disputó | No se disputó | —     | No se disputó | No se disputó | No se disputó | —    | ND   | ND   |
| Mundial en Ruta        | Mundial en Ruta        | —    | —             | —             | Ab.           | Ab.  | 7.º           | 43.º          | 11.º          | —     | —             | —             | —             | 67.º | —    | —    |
| Bélgica en Ruta        | Bélgica en Ruta        | —    | —             | —             | 5.º           | —    | 4.º           | 3.º           | 15.º          | —     | —             | 6.º           | —             | 60.º | 3.º  | 23.º |

 —: No participa

Ab.: Abandona

X: Ediciones no celebradas